# 1882 en musique classique
| \| • Retour à la chronologie générale de la musique classique • \| |
| Grèce • Rome • Haut Moyen Âge • VIIIe siècle • IXe siècle • Xe siècle • XIe siècle XIIe siècle • XIIIe siècle • XIVe siècle • XVe siècle • XVIe siècle • XVIIe siècle XVIIIe siècle • XIXe siècle • XXe siècle • XXIe siècle |
| • Retour à la chronologie générale de la musique classique • |

| Années en musique classique : 1879 - 1880 - 1881 - 1882 - 1883 - 1884 - 1885    |
| Décennies en musique classique : 1850 - 1860 - 1870 - 1880 - 1890 - 1900 - 1910 |

## Événements

### Créations
- 29 janvier : La Demoiselle des neiges, opéra de Nikolaï Rimski-Korsakov, créé au Théâtre Mariinsky de Saint-Pétersbourg sous la direction d'Eduard Nápravník.
- 23 février : Erodiade, opéra (version en italien) de Jules Massenet, créé à la Scala de Milan.
- 17 mars : la Symphonie no 1 en mi majeur, op. 5, d' Alexandre Glazounov, créée à Saint-Pétersbourg sous la direction de Mili Balakirev.
- 22 mars : Il duca d'Alba, opéra inachevé de Gaetano Donizetti, remanié et achevé par Matteo Salvi sur un livret mis en italien par Angelo Zanardini, créé au Teatro Apollo de Rome.
- 29 mars : la Symphonie no 1 en mi majeur, op. 5, d'Alexandre Glazounov, créée à Saint-Pétersbourg.
- 8 avril : le Trio pour piano, violon et violoncelle en sol mineur op. 3, d'Ernest Chausson, créé à la Société nationale de musique avec André Messager au piano, Guillaume Rémy au violon et Jules Delsart au violoncelle.
- 26 juillet : Parsifal opéra de Richard Wagner créé à Bayreuth sous la direction d'Hermann Levi.
- 20 août : L'Ouverture 1812 opus 49, de Piotr Ilitch Tchaïkovski, créée à Moscou.
- 30 août : La rédemption oratorio de Charles Gounod créé au Festival de Birmingham sous la direction du compositeur.
- 5 novembre : Má Vlast (Ma Patrie), cycle complet de six poèmes symphoniques de Bedřich Smetana, créé à Prague.
- 25 novembre : Iolanthe, opéra-comique d'Arthur Sullivan créé à Londres.
- 5 décembre :  Concerto en ré mineur pour violon et orchestre, op. 8., de Richard Strauss, à Vienne (réduction pour piano jouée par le compositeur).
- 17 décembre : la Symphonie no 3 en mi majeur, op. 51, de Max Bruch, créée à New York.

Date indéterminée

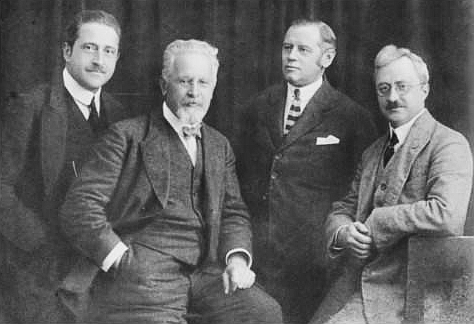
Le Quatuor Rosé

- Ouverture Mon Pays Natal opus 62, d'Antonín Dvořák.
- Le Quatuor à cordes no 1 en ré majeur, op. 1, d'Alexandre Glazounov, créé à Saint-Pétersbourg avec le compositeur au violoncelle.
- Les Six morceaux pour piano, op. 51, de Piotr Ilitch Tchaïkovski créés entre fin août et début septembre.
- La Sonate pour piano en si mineur op. 5 est composée par Richard Strauss.
- Stimmungsbilder pour piano, op. 9, de Richard Strauss.

### Autres
- Fondation de l'Orchestre philharmonique de Berlin.
- Fondation de l'Orchestre philharmonique d'Helsinki (sous le nom de Société orchestrale d'Helsinki).
- Fondation du Chœur philharmonique de Berlin.
- Fondation du Quatuor Rosé (dissous en 1938).
- Fondation du Royal College of Music à Londres.

## Naissances

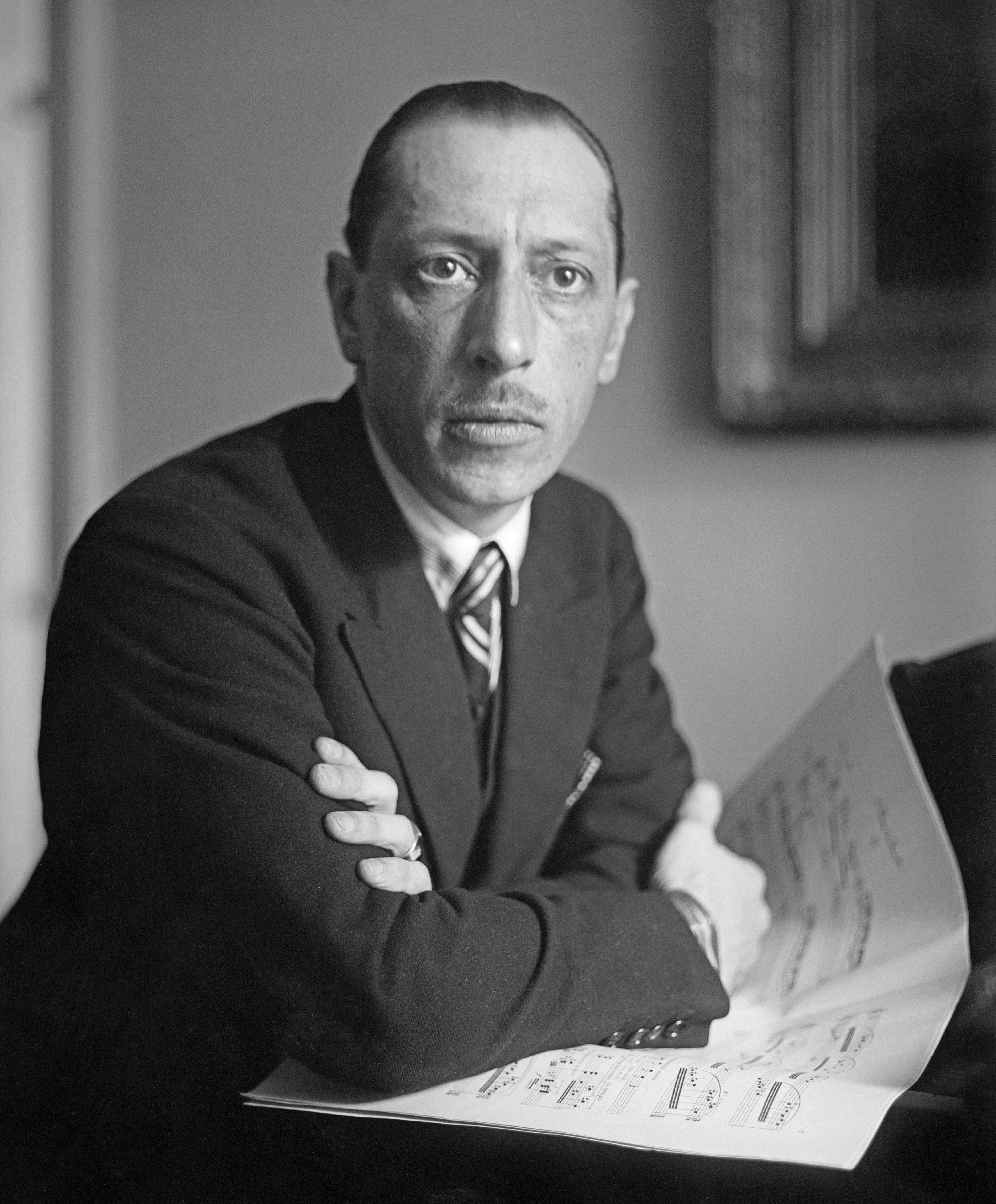
Igor Stravinsky.

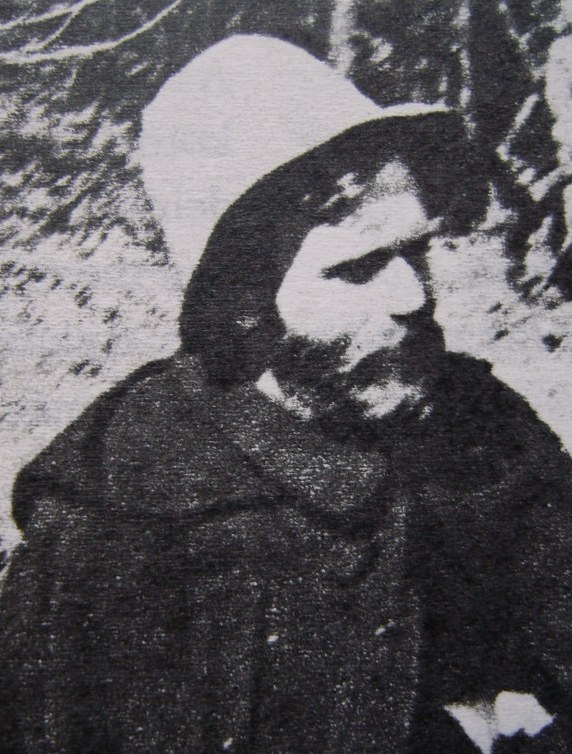
Zoltán Kodály.

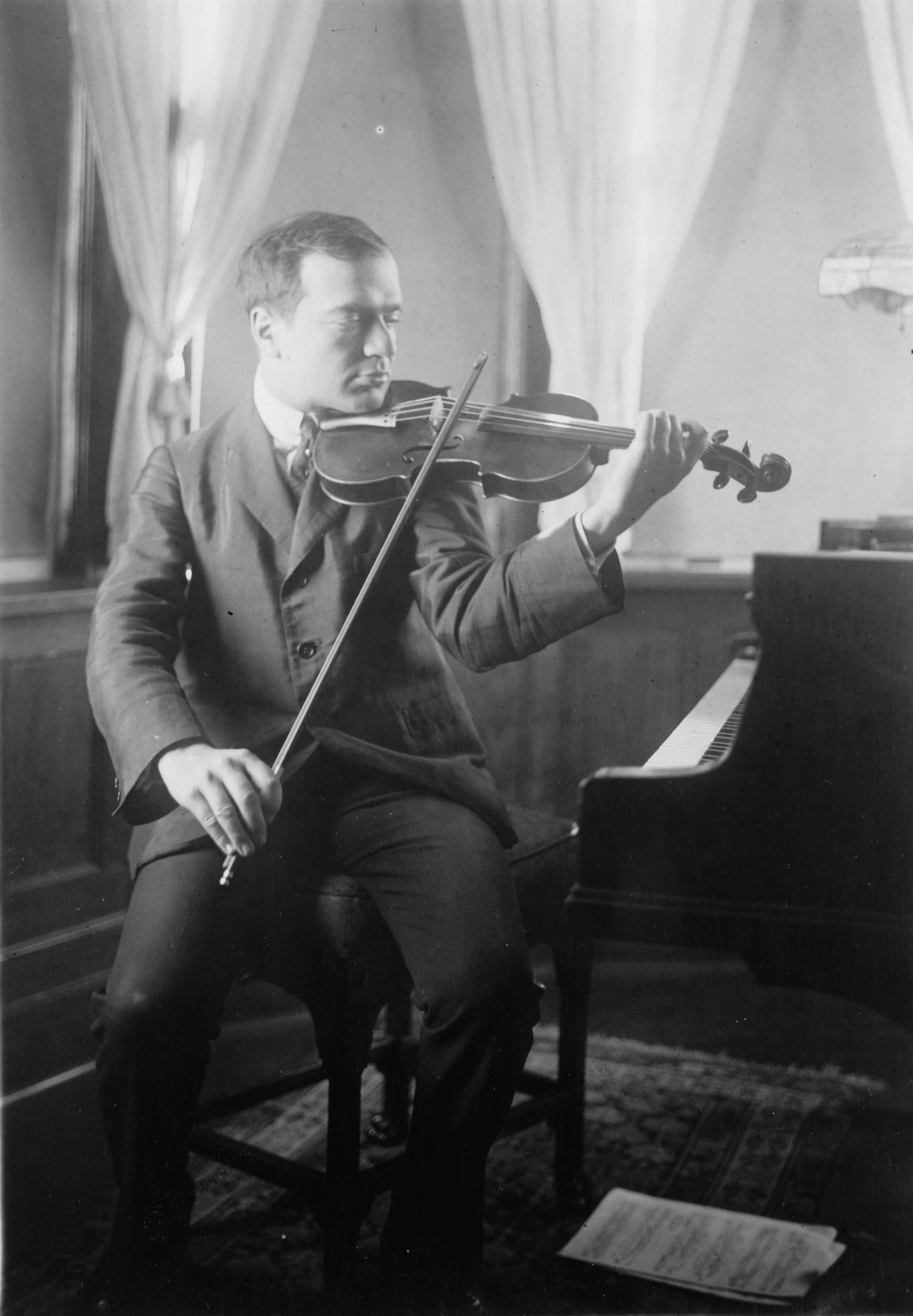
Bronisław Huberman.

- 18 janvier : Lazare-Lévy, pianiste, pédagogue et compositeur français († 20 septembre 1964).
- 22 janvier : Ernesto Drangosch, pianiste et compositeur argentin († 26 juin 1925)
- 5 février : Felice Lattuada, compositeur et chef d'orchestre italien († 2 novembre 1962).
- 13 février : Ignaz Friedman, pianiste et compositeur polonais († 26 janvier 1948).
- 26 février : Winifred Christie, pianiste britannique († 8 février 1965).
- 28 février : Geraldine Farrar, cantatrice et actrice américaine († 11 mars 1967).
- 18 mars : Gian Francesco Malipiero, compositeur italien († 1er août 1973).
- 19 mars : Vladimir Dyck, compositeur ukrainien ayant vécu en France († 1943).
- 24 mars : Gino Marinuzzi, chef d'orchestre et compositeur italien († 17 août 1945).
- 31 mars : Fritzi Massary, chanteuse et actrice autrichienne († 30 janvier 1969).
- 3 avril : Richard Fall, compositeur et chef d'orchestre autrichien († 1945).
- 17 avril : Artur Schnabel, pianiste, compositeur et pédagogue autrichien († 15 août 1951).
- 18 avril : Leopold Stokowski, chef d'orchestre britannique († 13 septembre 1977).
- 7 mai : Virgilio Ranzato, compositeur et chef d'orchestre italien († 20 avril 1937).
- 11 mai : Joseph Marx, compositeur, pédagogue et critique musical autrichien († 3 septembre 1964).
- 25 mai : Maurice Le Boucher, organiste français, compositeur, et pédagogue († 9 septembre 1964).
- 17 juin : Igor Stravinsky, compositeur russe naturalisé français puis américain († 6 avril 1971).
- 25 juin : Icilio Calleja, ténor maltais († 18 novembre 1941).
- 28 juin : Matveï Nikolaïevski, compositeur russe († 1er mars 1942).
- 8 juillet : Percy Grainger, pianiste, saxophoniste et compositeur australien († 20 février 1961).
- 10 juillet : Riccardo Pick-Mangiagalli, compositeur et pianiste italien († 8 juillet 1949).
- 27 juillet : Georges Pigassou, clarinettiste classique français, spécialiste de la clarinette basse († 22 octobre 1978).
- 18 août : Marcel Samuel-Rousseau, organiste, compositeur et directeur d'opéra français († 11 juin 1955).
- 20 août : José Subirá, musicologue et compositeur espagnol († 7 janvier 1980).
- 13 septembre : Henri Potiron, compositeur, organiste et musicologue français († 12 avril 1972).
- 14 septembre : Claire Croiza, mezzo-soprano et pédagogue française († 26 mai 1946).
- 16 septembre : Mart Saar, compositeur et organiste estonien († 28 octobre 1963).
- 19 septembre : Paul-Marie Masson, musicologue, professeur de musique et compositeur français († 27 janvier 1954).
- 21 septembre : Alf Hurum, compositeur et peintre norvégien († 15 août 1972).
- 27 septembre : Elly Ney, pianiste allemande († 31 mars 1968).
- 29 septembre : Georg Kinsky, musicologue allemand († 7 avril 1951).
- 6 octobre : Karol Szymanowski, compositeur, pianiste et musicographe polonais († 28 mars 1937).
- 8 octobre : Maurice Cauchie, musicologue français († 21 mars 1963).
- 11 octobre : Robert Nathaniel Dett, compositeur, organiste et pianiste américain († 2 octobre 1943).
- 12 octobre : Hermann Wolfgang von Waltershausen, compositeur, chef d'orchestre et critique musical allemand († 13 août 1954).
- 15 octobre : Fernand Gillet, hautboïste et professeur de musique franco-américain († 8 mars 1980).
- 17 octobre : Benoît Poirier, organiste, pianiste, compositeur et professeur de musique canadien († 7 octobre 1965).
- 24 octobre : Emmerich Kálmán, compositeur hongrois († 30 octobre 1953).
- 10 novembre : Rudi Gfaller, compositeur et acteur autrichien († 11 février 1972).
- 18 novembre : Amelita Galli-Curci, soprano italienne († 26 novembre 1963).
- 8 décembre : Manuel María Ponce, compositeur mexicain († 24 avril 1948).
- 9 décembre : Joaquín Turina, pianiste et compositeur espagnol († 14 janvier 1949).
- 16 décembre :
  - Germán Álvarez Beigbeder, compositeur espagnol († 11 octobre 1968).
  - Zoltán Kodály, compositeur, ethnomusicologue et pédagogue hongrois († 6 mars 1967).
- 19 décembre :
  - Walter Braunfels, professeur de musique, compositeur et pianiste allemand († 19 mars 1954).
  - Bronisław Huberman, violoniste polonais († 15 juin 1947).

## Décès

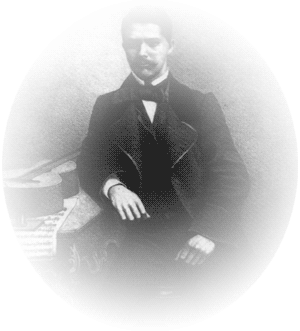
Julián Arcas

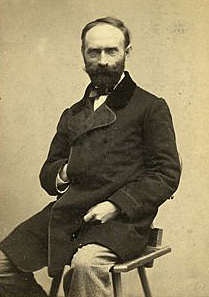
Gustav Nottebohm

- 9 janvier : Georges-Joseph de Momigny, compositeur français (° 12 décembre 1812).
- 11 janvier : Augusta Browne, compositrice et femme de lettres américaine (° 1820).
- 29 janvier : Joseph Kelm, comédien et chanteur français (° 13 avril 1802).
- 3 février :
  - Josep Brocà i Codina, compositeur, guitariste et militaire catalan (° 21 septembre 1805).
  - Guglielmo Quarenghi, violoncelliste et compositeur italien (° 22 octobre 1826).
- 16 février : Julián Arcas, guitariste classique et compositeur espagnol (° 1832).
- 1er mars : Theodor Kullak, pianiste et compositeur polonais (° 12 septembre 1818).
- 26 mars : Italo Gardoni, ténor italien (° 12 mars 1821).
- 26 avril : Gustave Alkan, pianiste et compositeur français (° 24 mars 1827).
- 28 mai : Charles Labro, contrebassiste et compositeur français (° 19 octobre 1810).
- 24 juin : Joseph Joachim Raff, compositeur germano-suisse (° 27 mai 1822).
- 28 juin : James Turle, organiste et compositeur anglais (° 5 mars 1802).
- 3 août : François Wartel, chanteur d'opéra et professeur de chant (° 3 avril 1806).
- 31 août : Jurij Mihevec, pianiste et compositeur slovène (° 22 mars 1805).
- 22 octobre : Adolf Gutmann, pianiste et compositeur allemand (° 12 janvier 1819).
- 29 octobre : Gustav Nottebohm, musicologue, éditeur de musique, pianiste, compositeur, et professeur de musique allemand (° 12 novembre 1817).
- 13 novembre : Joseph Forestier, cornettiste et compositeur français (° 5 mars 1815).
- 14 décembre : Santiago Masarnau Fernández, pianiste et compositeur espagnol (° 9 décembre 1805).